# 玉素甫·莫合里索夫
玉素甫·莫合里索夫（20世纪？—21世纪？）其名又作“玉素甫别克·莫合里索夫”，维吾尔族，籍贯不详，新疆政治人物。

## 生平
1960年代初，玉素甫·莫合里索夫、阿西尔·瓦依提、孜牙·赛买提等曾经在新疆维吾尔自治区担任过领导职务者被苏联克格勃策反，持苏侨证离开中国到苏联。
中亚的“东突”势力组织众多，力量分散。到1990年代，中亚逐步形成以玉素甫·莫合里索夫和卡哈尔曼·霍加木拜尔迪耶夫为首的集团。玉素甫·莫合里索夫曾号召各分支机构“要紧密配合，通过互联网等各种媒体，加强宣传，提高独立和解放意识”。到2000年代初，中国境外的东突势力可大致分成四股：一是以玉素甫·莫合里索夫等人为首的中亚势力，二是以土耳其“东突民族中心”的买买提热扎等人为首的老牌势力，三是以艾爾肯·阿布甫泰肯（艾沙·玉素甫·阿布甫泰肯之子）等人为首的欧美势力，四是以艾山·买合苏木等人为首的阿富汗等国的“东突厥斯坦伊斯兰运动”。
2000年代初，哈萨克斯坦境内的“东突厥斯坦委员会”主席玉素甫·莫合里索夫在阿拉木图召集近百名曾在苏联红军中服役的官兵，策划组建一支武装部队，骚扰中国边境。玉素甫·莫合里索夫利用沙特阿拉伯的维吾尔族商人的援助，购买200支冲锋枪、700支手枪、10多挺机关枪、2枚火箭筒等苏式武器，企图从中国和吉尔吉斯共和国边境偷运到中国新疆，以支持新疆的东突势力活动。2000年1月，玉素甫·莫合里索夫向美国记者提交一份160页的“中国政府在东突厥斯坦践踏人权”的材料。